# جان أسيلبورن
جان اسيلبورن (بالفرنسية: Jean Asselborn)‏ (و. 1949  م) هو دبلوماسي، وسياسي، ومحاماة، وممثل، من لوكسمبورغ.

## مناصب
تولى منصب عضو الجمعية البرلمانية لمجلس أوروبا (21 سبتمبر 1989–16 نوفمبر 1989)، وعمدة، وminister of Foreign and European Affairs ‏.

## التعليم
تعلم في أثينيوم لوكسمبورغ ‏، وNancy 2 University ‏.

## جوائز
حصل على جوائز منها:
- وسام الصليب الأعظم لإيزابيلا الكاثوليكية (2007)[8]
- وسام جوقة الشرف من رتبة قائد
- Commander of the Order of the Oak Crown ‏.

## وصلات خارجية
- جان أسيلبورن على موقع IMDb (الإنجليزية)
- جان أسيلبورن على موقع مونزينجر (الألمانية)